# Australian Open-mesterskabet i herredouble 2013
Australian Open 2013 i herredouble er en del af Australian Open 2013. Det er 101. gang der bliver spillet om herredoubletitlen ved Australian Open. Turneringen havde deltagelse af 64 par, hvor de 57 havde sikret sig direkte adgang til turneringen på grundlag af deres verdensranglisteplacering. De sidste syv par deltog på et wildcard.

## Spillere

### Seedninger
Tekst mangler, hjælp os med at skrive teksten

## Resultater

### Første til tredje runde
| Mike Bryan |
| Bob Bryan  |

| Oliver Marach    |
| Horacio Zeballos |

| Mike Bryan |
| Bob Bryan  |

| Lukáš Rosol    |
| Viktor Troicki |

| Flavio Cipolla |
| Andreas Seppi  |

| Flavio Cipolla |
| Andreas Seppi  |

| Mike Bryan |
| Bob Bryan  |

| James Duckworth |
| Chris Guccione  |

| Jérémy Chardy |
| Lukasz Kubot  |

| Samuel Groth |
| Matt Reid    |

| Samuel Groth |
| Matt Reid    |

| Jérémy Chardy |
| Lukasz Kubot  |

| Jérémy Chardy |
| Lukasz Kubot  |

| František Čermák |
| Michal Mertiňák  |

| Ivan Dodig   |
| Marcelo Melo |

| Daniele Bracciali |
| Lukáš Dlouhý      |

| Daniele Bracciali |
| Lukáš Dlouhý      |

| Alex Bolt  |
| Greg Jones |

| Alex Bolt  |
| Greg Jones |

| Alejandro Falla  |
| Santiago Giraldo |

| Daniele Bracciali |
| Lukáš Dlouhý      |

| Sanchai Ratiwatana |
| Sonchat Ratiwatana |

| Sergij Stakhovskyj |
| Mikhail Juzjnyj    |

| Sergij Stakhovskyj |
| Mikhail Juzjnyj    |

| Sergij Stakhovskyj |
| Mikhail Juzjnyj    |

| John Peers         |
| John-Patrick Smith |

| John Peers         |
| John-Patrick Smith |

| Mariusz Fyrstenberg |
| Marcin Matkowski    |

| Maks Mirnyj |
| Horia Tecău |

| Treat Conrad Huey |
| Dominic Inglot    |

| Maks Mirnyj |
| Horia Tecău |

| Marcos Baghdatis |
| Grigor Dimitrov  |

| Marcos Baghdatis |
| Grigor Dimitrov  |

| Matthew Ebden |
| Ryan Harrison |

| Marcos Baghdatis |
| Grigor Dimitrov  |

| Juan Sebastian Cabal |
| Robert Farah         |

| Juan Sebastian Cabal |
| Robert Farah         |

| Danai Udomchoke |
| Jimmy Wang      |

| Juan Sebastian Cabal |
| Robert Farah         |

| Yen-Hsun Lu |
| Go Soeda    |

| Yen-Hsun Lu |
| Go Soeda    |

| Julian Knowle |
| Filip Polášek |

| Rohan Bopanna |
| Rajeev Ram    |

| Thanasi Kokkinakis |
| Nick Kyrgios       |

| Rohan Bopanna |
| Rajeev Ram    |

| Simone Bolelli |
| Fabio Fognini  |

| Simone Bolelli |
| Fabio Fognini  |

| Johan Brunström  |
| Frederik Nielsen |

| Simone Bolelli |
| Fabio Fognini  |

| Andre Begemann |
| Martin Emmrich |

| Mahesh Bhupathi |
| Daniel Nestor   |

| Victor Hănescu |
| Martin Kližan  |

| Victor Hănescu |
| Martin Kližan  |

| Pablo Andújar   |
| G. García-López |

| Mahesh Bhupathi |
| Daniel Nestor   |

| Mahesh Bhupathi |
| Daniel Nestor   |

| Aisam-ul-Haq Qureshi |
| Jean-Julian Rojer    |

| David Goffin  |
| Simon Stadler |

| Aisam-ul-Haq Qureshi |
| Jean-Julian Rojer    |

| Nicholas Monroe |
| Grega Žemlja    |

| Xavier Melisse |
| Dick Norman    |

| Xavier Melisse |
| Dick Norman    |

| Aisam-ul-Haq Qureshi |
| Jean-Julian Rojer    |

| Carlos Berlocq  |
| James Cerretani |

| Thomaz Bellucci |
| Benoît Paire    |

| Thomaz Bellucci |
| Benoît Paire    |

| Thomaz Bellucci |
| Benoît Paire    |

| Jürgen Melzer  |
| Olivier Rochus |

| Alexander Peya |
| Bruno Soares   |

| Alexander Peya |
| Bruno Soares   |

| Santiago González |
| Scott Lipsky      |

| Eric Butorac |
| Paul Hanley  |

| Eric Butorac |
| Paul Hanley  |

| Michael Kohlmann |
| Jarkko Nieminen  |

| Michael Kohlmann |
| Jarkko Nieminen  |

| Colin Fleming |
| Jamie Murray  |

| Eric Butorac |
| Paul Hanley  |

| Paolo Lorenzi  |
| Potito Starace |

| Marcel Granollers |
| Marc López        |

| Benjamin Becker |
| Frank Moser     |

| Paolo Lorenzi  |
| Potito Starace |

| Dustin Brown    |
| Christopher Kas |

| Marcel Granollers |
| Marc López        |

| Marcel Granollers |
| Marc López        |

| Robert Lindstedt |
| Nenad Zimonjić   |

| Michaël Llodra (opg.) |
| Nicolas Mahut (opg.)  |

| Robert Lindstedt |
| Nenad Zimonjić   |

| Mikhail Elgin |
| Denis Istomin |

| Julien Benneteau  |
| É. Roger-Vasselin |

| Julien Benneteau  |
| É. Roger-Vasselin |

| Julien Benneteau  |
| É. Roger-Vasselin |

| Tomasz Bednarek |
| Jerzy Janowicz  |

| David Marrero     |
| Fernando Verdasco |

| Jamie Delgado |
| Ken Skupski   |

| Tomasz Bednarek |
| Jerzy Janowicz  |

| Roberto Bautista-Agut |
| Feliciano López       |

| David Marrero     |
| Fernando Verdasco |

| David Marrero     |
| Fernando Verdasco |

| Jonathan Marray |
| André Sá        |

| Lukáš Lacko  |
| Igor Zelenay |

| Jonathan Marray |
| André Sá        |

| Leonardo Mayer |
| Albert Ramos   |

| Robin Haase   |
| Igor Sijsling |

| Robin Haase   |
| Igor Sjisling |

| Robin Haase   |
| Igor Sijsling |

| Matthew Barton |
| John Millman   |

| Kevin Anderson   |
| Jonathan Ehrlich |

| Daniel Gimeno Traver |
| Marinko Matosevic    |

| Matthew Barton |
| John Millman   |

| Kevin Anderson   |
| Jonathan Ehrlich |

| Kevin Anderson   |
| Jonathan Ehrlich |

| Leander Paes   |
| Radek Štěpánek |

### Ottendedelsfinaler, kvartfinaler, semifinaler og finale
| Mike Bryan |
| Bob Bryan  |

| Jérémy Chardy |
| Lukasz Kubot  |

| Mike Bryan |
| Bob Bryan  |

| Daniele Bracciali |
| Lukáš Dlouhý      |

| Daniele Bracciali |
| Lukáš Dlouhý      |

| Sergij Stakhovskyj |
| Mikhail Juzjnyj    |

| Mike Bryan |
| Bob Bryan  |

| Marcos Baghdatis |
| Grigor Dimitrov  |

| Simone Bolelli |
| Fabio Fognini  |

| Juan Sebastián Cabal |
| Robert Farah         |

| Juan Sebastián Cabal |
| Robert Farah         |

| Simone Bolelli |
| Fabio Fognini  |

| Simone Bolelli |
| Fabio Fognini  |

| Mahesh Bhupathi |
| Daniel Nestor   |

| Mike Bryan |
| Bob Bryan  |

| Aisam-ul-Haq Qureshi |
| Jean-Julien Rojer    |

| Robin Haase   |
| Igor Sijsling |

| Thomaz Bellucci |
| Benoît Paire    |

| Thomaz Bellucci |
| Benoît Paire    |

| Eric Butorac |
| Paul Hanley  |

| Marcel Granollers |
| Marc López        |

| Marcel Granollers |
| Marc López        |

| Marcel Granollers |
| Marc López        |

| Julien Benneteau  |
| É. Roger-Vasselin |

| Robin Haase   |
| Igor Sijsling |

| David Marrero     |
| Fernando Verdasco |

| David Marrero     |
| Fernando Verdasco |

| Robin Haase   |
| Igor Sijsling |

| Robin Haase   |
| Igor Sijsling |

| Kevin Anderson   |
| Jonathan Ehrlich |